# Radeløv-familien
Radeløv-familien (Aspleniaceae) er en den eneste familie i Radeløv-ordenen. Arterne i familien har linjeformede sporehuse langs bladranden. Mange forskere anser familien for at være monotypisk med kun én slægt, Radeløv, for arterne i de tidligere slægter (som f.eks. Hjortetunge-slægten) danner hybrider med Radeløv i naturen. I dag udskiller man dog ofte en række af arterne i slægten Hymenasplenium.
| Slægter |

- Radeløv (Asplenium)
- Hymenasplenium

## Rødlistede arter
- Asplenium schweinfurthii[1]

## Note
1. ↑  IUCNs rødliste over planter